# 키샤 콜
키샤 콜(Keyshia Cole, 1981년 10월 15일 ~ )은 미국의 싱어송라이터이다. 어려서부터 메리 제이 블라이즈, 브랜디, 마돈나 등 가수들에게 영향을 받았다.
2005년에 발매한 The Way It Is 와 2007년에 발매한 Just Like You는 모두 RIAA인증 플래티늄을 받았다.2008년 11월에 세 번째 앨범 A Different Me를 발매했다.

## 생애
데뷔 전 《스텝 업》 등 영화 OST에 참여했고, 2005년 첫 앨범 The Wat It Is를 발매했다.앨범에는 카니예 웨스트, 제이다키스, 이브 등이 참여했다.

## 경력

### 2004 ~ 2006: The Way It Is
그녀는 A&M 레코드의 '론 페어'에게 픽업된다. 그리고 2005년 앨범 'The Way It Is'를 발매한다. 앨범은 빌보드 200차트에서 6위를 기록하고 첫 주에만 8만 9천장이 팔렸다.

### 2006 ~ 2007: Just Like You
2007년에는 두 번째 앨범인 Just Like You를 발매한다. 싱글인 "Let It Go"는 Notorious B.I.G의 "Juicy"를 리메이크한 곡으로 릴 킴과 미시 앨리엇이 참여했다.
이 앨범은 빌보드 200에서 2위로 데뷔했으며 첫 주에만 30만 장이 팔렸다. 또한 그래미상 베스트 컨템포러리 R&B 앨범상과 베스트 랩/송 콜라보레이션상을 받았다.

### 2008 ~ 현재: A Different Me
2008년에는 래퍼 더 게임의 앨범 Game's Pain에 참여하고 니요, 제이미 폭스, 케리 힐슨의 곡에 참여했다. 또한 머라이어 캐리, 비욘세, 리한나, 메리 제이 블라이즈, 퍼기 등이 부른 "Just Stand Up"에 참여했다. 또한 알 켈리, 릴 웨인, 티-페인 등과 함께 투어를 다녔다.
2008년 11월 세 번째 앨범인 A Different Me를 발매했다. 첫 주에만 32만 장이 팔렸고 4주동안 7위를 기록했으며, 게스트로는 나스, 투팍, 릴 웨인 등이 참여했다.

## 음반 목록
- The Way It Is (2005)
- Just Like You (2007)
- A Different Me (2008)
- Calling All Hearts (2010)
- Woman to Woman (2012)
- Point of No Return (2014)
- 11:11 Reset (2018)